# 229425 Grosspointner
229425 Grosspointner este un asteroid din centura principală de asteroizi.

## Descriere
229425 Grosspointner este un asteroid din centura principală de asteroizi. A fost descoperit pe 11 octombrie 2005 la Altschwendt de Wolfgang Ries. Asteroidul prezintă o orbită caracterizată de o semiaxă mare de 2,64 ua, o excentricitate de 0,16 și o înclinație de 2,7° în raport cu ecliptica.